# Napal Melintang (Talo)
Napal Melintang is een bestuurslaag in het regentschap Seluma van de provincie Bengkulu, Indonesië. Napal Melintang telt 349 inwoners (volkstelling 2010).